# ポケットモンスター THE ORIGIN
『ポケットモンスター THE ORIGIN』（ポケットモンスター ジ・オリジン）は、ポケットモンスターシリーズのゲームボーイ用ゲームソフト『ポケットモンスター 赤・緑』（1996年発売）を元に製作されたテレビアニメ。2013年10月2日にテレビ東京系列にて特別番組として放送された。
キャッチコピーは、「『ポケットモンスター 赤・緑』を遊んだみんなへ」。

## 概要
テレビ東京の開局50周年特別企画の一環で、ニンテンドー3DS用ゲームソフト『ポケットモンスター X・Y』の発売を記念して製作されたアニメーション作品。サトシが主人公であるアニメシリーズとは一切関連性のない全く新しいポケットモンスターのアニメであり、作風もアニメシリーズとは大きく異なっている。全4話構成。
本作では今ポケモンのゲームを遊んでいる人だけでなく、昔に遊んでいた大人も意識しており、すべてのポケモンファンに楽しんでもらえるようにという思いがこめられている。
放送時には本作限定の『ポケットモンスター X・Y』のCMが放送され、ハマカーンが出演して漫才仕立てで紹介した。このCMでは当時未公表だった最新情報が公開された。
ストーリーはゲーム『赤・緑』の設定に沿っており、作中のキャラクターの台詞もゲーム内のものが再現され、各エピソード冒頭のダイジェストではレッドのナレーションと同時にゲームの台詞が表示された。他にもゲーム中に登場する小ネタが随所にちりばめられている。また『金・銀』以降で登場した技や特性などの概念は、メガシンカ関連を除いて一切登場しない。
一部の音楽は景山将太が原作ゲームの原曲をアレンジしたものが使用され、『ポケットモンスター X・Y』のサウンドトラックにボーナストラックとして収録されている。
アニメーション製作は、2011年に公開された『劇場版ポケットモンスター ベストウイッシュ ビクティニと黒き英雄 ゼクロム・白き英雄 レシラム』と同じくOLM、Production I.G、XEBECが担当する。
テレビ東京系列での放送と同時間帯に、ニコニコ生放送にて「『ポケットモンスター ジ・オリジン』 テレビ生実況」が配信された。

## ストーリー
本作の主人公はレッドという少年で、冒険の舞台となるのはカントー地方。レッドはオーキド博士から初めてのパートナーとなるポケモン・ヒトカゲをもらい、博士からポケモン図鑑の完成を託され、レッドのライバルである少年・グリーンとのバトル、ジムリーダー・タケシへの挑戦、悪の組織・ロケット団とそのボス・サカキとの壮絶な戦い、その先に待つ未知のポケモンとの遭遇など様々な出会いと戦いが繰り広げられる壮大な冒険が始まる。

## 登場人物

### 主人公とそのポケモン
レッド
声 - 竹内順子
本作の主人公。一人称は『俺』。モデルは『ファイアレッド・リーフグリーン』の男の子の主人公。『レッド』という名前は、『赤く燃える炎のように、熱い心を持つ男になれ』という意味が込められている。不器用だが正義感が強く負けず嫌いな性格の少年。
オーキド博士からポケモン図鑑を託され、彼は最初のパートナーであるヒトカゲとともに冒険へと出発する。そこで彼は数々の出会いと戦いに立ち会う事となる。
当初はポケモンの知識を理解しておらず（トレーナーのポケモン相手にモンスターボールを投げつける、タイプの相性を区別せずにただひたすら攻めるだけのいわゆる猪突猛進的なバトルスタイルなど）、ヒトカゲとの息も合わずタケシからチグハグだと酷評されていたが、経験を重ねていくうちに相手のトレーナーの使うポケモンのタイプによってポケモンを変更するなどの戦略を練るようになり、ポケモンリーグでチャンピオンの座についたグリーンに勝利して殿堂入りを果たす。最終的にはカントー地方のポケモン150種を揃えたが、ミュウツーの元になったミュウを捕獲していないことに気づいた。
ヒトカゲ→リザード→リザードン
レッドの最初のパートナーとなるポケモン。当初はレッドとの息も合わなかったが、数々のバトルや出逢いを繰り返す内にレッドと共に成長し、最終的にはお互いに信頼しあうパートナーとなり、2話でリザードに、そして3話でリザードンに進化し、ポケモンリーグでの決戦でグリーンのカメックスを倒した。ミュウツーとのバトルではその圧倒的な力によって追い詰められるが、シオンタウンでフジ老人から貰った不思議な石（メガストーンの一つ、リザードナイトX）と、レッドが持つ小さな石（キーストーン）が共鳴したことによりメガリザードンXへとメガシンカを遂げ、ミュウツーを倒した。
主な技は「ひっかく」（ヒトカゲ・リザード時）「なきごえ」（ヒトカゲ時）「ひのこ」（ヒトカゲ時）「かえんほうしゃ」「メガトンパンチ」「メガトンキック」「ちきゅうなげ」「だいもんじ」「ほのおのうず」「きりさく」「スピードスター」。ちなみに、通常のリザードンの場合「だいもんじ」は赤い炎の塊が大の字に変化して攻撃する演出だったが、メガリザードンXにメガシンカしてからは青い炎が大の字のまま回転しながら攻撃する演出となった。
ニドラン♂
タケシ戦で使用。イシツブテをこうかばつぐんの「にどげり」で倒すが、その後のイワークの「がまん」による反撃で倒された。
オニスズメ
ニドラン♂がイワークに倒された後に使用するが技も出せず敗北した。
コラッタ
オニスズメがイワークに倒された後に使用。同じく敗北する。
キャタピー→トランセル
レッドが捕獲したキャタピーが進化して登場。「いとをはく」でイワークの動きを鈍らせるが糸を千切られて敗北した。ただし、残った糸がイワークについていたためスピードが落ち、ヒトカゲに逆転のチャンスを与えた。
サンダース
第2話で初登場。レッドが手持ちに入れているポケモンの中ではリザードンの次に出番が多い。
ロケット団のドガースを倒した。その後サカキ戦でサイホーンに「にどげり」を仕掛けるも、効果はいまひとつのはずの「10まんボルト」一撃で倒された。また、カンナ戦ではジュゴンと対決。グリーン戦でも使用され、ピジョットを倒しているが、カメックスには敗北した。
使用技は「でんこうせっか」「10まんボルト」「にどげり」「かみなり」。
ラプラス
シルフカンパニーの社員からもらった。水上の移動手段として使用された。ワタル戦ではカイリューを倒した。グリーン戦ではサイドンやウインディと対決。
ウツボット
サカキ戦で使用。サイホーンに「はっぱカッター」をしかけるが、「つのでつく」一撃で倒された。
カブトプス
サカキ戦で使用。相性の良いサイホーンに攻撃するも「10まんボルト」で倒された。
使用技は「きりさく」「ハイドロポンプ」。
カビゴン
レッドが「ポケモンの笛」で起こした。サイホーンに目から発射する「はかいこうせん」を仕掛けるも、「つのドリル」で倒された。
サワムラー
レッドが空手大王との勝負で勝ってもらった。その後サカキ戦で使用し、レッドのポケモン四体倒したサイホーンと互角の勝負を繰り広げ、相討ちになった。
使用技は「まわしげり」「とびひざげり」「メガトンキック」。
ストライク
シバ戦では相性が悪いイワークと対決。グリーン戦ではフーディンと対決。
ドードリオ
キクコ戦でゲンガーと対決。グリーン戦ではナッシーに敗北。
ペルシアン
グリーン戦で使用。ナッシーを倒すが、カメックスに敗れた。
ギャロップ
フリーザー戦で使用。
ケンタロス
サンダー戦で使用。
ゲンガー
ミュウツー戦で使用されるが敗北。
フリーザー
ミュウツー戦で使用され、「ふぶき」を仕掛けるが「じこさいせい」で回復されそのまま敗北。

### ライバルとそのポケモン
グリーン
声 - 江口拓也
レッドの幼馴染でライバルとなる少年。オーキド博士の孫。最初に貰ったポケモンはゼニガメ。ポケモンバトルの知識や実力はレッドより勝りタケシやサカキから一目置かれる程だが、嫌味で自信過剰な性格で自分の才能を鼻にかけている。意外と怖がりで幽霊は苦手。ポケモン図鑑もミュウツーを除き完成させているが、ミュウツーとのバトルで図鑑は壊れてしまった。
レッドより一足先に8つのバッジを集め、四天王を倒しチャンピオンの座につくが、激闘の末レッドに敗退する。その後レッドにリベンジするべくハナダの洞窟で強大な力を持つミュウツーの捕獲を試みるが、ミュウツーの攻撃で倒れたカメックスの下敷きとなり負傷する結果となった。
チャンピオンになった際の手持ちポケモンは、ポケットモンスター 赤・緑およびファイアレッド・リーフグリーンにおいて、主人公がヒトカゲを選択した場合の手持ちと同じ。
ゼニガメ→カメール→カメックス
グリーンが最初に選んだポケモン。第1話では息が合わなかったレッドのヒトカゲに圧勝した。第2話ではカメールに進化したようだが、姿は登場していない。第4話ではカメックスに進化していた。レッドのペルシアン、サンダースを一撃で倒すが、リザードンの「ほのおのうず」で動きを封じられ「だいもんじ」で敗れた。
ピジョット
レッドのサンダースに敗北。
フーディン
レッドのストライクと対決。
サイドン
レッドのラプラスと対決。
ウインディ
レッドのラプラスと対決。
ナッシー
レッドのドードリオを倒すが、ペルシアンに敗北。

### タケシとそのポケモン
タケシ

声 - 杉田智和
ニビジムのジムリーダー。岩タイプ使い。サカキ以外のジムリーダーの中で唯一声付きの台詞がある。
レッドのヒトカゲがグリーンのゼニガメに負けた際、「レッドとヒトカゲの心がチグハグ」だと見抜きジムに来るよう仕向ける。ジム戦では「ポケモンのタイプ相性」「ヒトカゲ以外のポケモンを使って戦う」などバトルの基礎基本を説いた。レッドがバッジをまだ獲得していないことを聞き、2体のポケモンで相手をした。イワークでレッドの手持ちポケモンを圧倒するが、トランセルのいとをはくが仇となり、素早さで勝ったヒトカゲに敗北し、グレーバッジを渡す。
イシツブテ
ジム戦で一体目として登場。高い防御力と相性でヒトカゲの攻撃を物ともしないが、ニドラン♂の「にどげり」で倒された。
使用技は「たいあたり」。
イワーク
ジム戦で二体目として登場。イシツブテ以上の防御力でニドラン♂の「にどげり」を耐えて「がまん」による反撃で倒し、オニスズメ、コラッタ、トランセルも続けて倒すが、トランセルの糸が残っていたため素早さでヒトカゲに敗北した。
使用技は「がまん」「たいあたり」。

### サカキとそのポケモン
サカキ
声 - 小山力也
ロケット団のボスで、トキワシティのジムリーダー。地面タイプ使い。ポケモンは友達だと思っているレッドとは対照的に「ポケモンはビジネスの道具」と言い切る冷血な性格でレッド曰く「ポケモンの敵」。
シルフカンパニーを占拠しマスタボールを手中に収めようとする。レッドに阻まれ失敗するが、レッドを返り討ちにして逃亡した。
トキワジムで再戦した際にリザードンに既の所で敗北。レッドの事は「未熟なガキ」と見下しているが、ジム戦でのレッドの熱い気持ちを認めていき、かつてヒトカゲを使ってバトルしていた幼い自分を思い出して改心。敗北後、レッドにグリーンバッジを渡そうとするが「ロケット団のボスからのバッジなんていらない」と拒否され、即座にロケット団を解散してグリーンバッジを渡し、自分自身もポケモンと共にやり直す決意をする。
「とっておきの2匹」と称するサイホーン、サイドンはハイパーボールに入れている。グリーンとの戦いでは他のポケモンを使用していて、ジムリーダーとして加減をしながら負けた様子。彼の事は「生意気な小僧」と評しているが力も認めている。
ニドクイン
シルフカンパニーで使用。パワーの差でリザードンを倒した。
使用技は「にどげり」「なみのり」。
サイホーン
ジム戦で「とっておきの2匹」のうちの一体目として使用。レベルが高く強烈なパワーとタフさでウツボットやカブトプス、カビゴンやサンダースの攻撃を物ともせず一撃で倒すが、サワムラーとは互角の勝負をし引き分ける。
使用技は「つのでつく」「とっしん」「つのドリル」「10まんボルト」。
ヒトカゲ
リザードンとサイドンの戦いを見たサカキが幼いころの回想シーンで登場。現在も所持しているのかは不明だが、解散後それらしきボールを所持していた。
サイドン
ジム戦で「とっておきの2匹」のうちの二体目として使用。リザードンと戦い追い詰めるも「ちきゅうなげ」を受け逆転負けする。
使用技は「メガトンパンチ」「みだれづき」「つのドリル」。

### その他の人物・ポケモン

#### 人物
オーキド博士

声 - 森功至
ポケモン研究の権威。ポケモン図鑑の完成をレッドとグリーンに託す。
レッドは「不器用だが素直で周りの考えを吸収し成長するタイプ」、グリーンは「器用ゆえに慢心する」と思っており、双方の成長を期待している。
グリーンがレッドに負けた際、理由を「（俺が負けたのは）運がなかっただけ」と言い訳したグリーンに「ポケモンへの信頼と愛情を忘れているから」と叱咤した。
初期の恒例のモンスターボール紹介シーンでは、イーブイを繰り出している。
レイナ
声 - 石川由依
本作のオリジナルキャラクター。シオンタウンのポケモンハウスでフジ老人の手伝いをしている少女。フジ老人のことを「フジ爺ちゃん」と呼んでいる。
フジ老人
声 - 稲葉実
シオンタウンのポケモンハウスで身寄りのないポケモンの世話をしている老人。かつてはポケモン研究において最高の学者と言われ、グレン島のポケモン屋敷に研究所を構えていた。南アメリカのジャングルで新種のポケモン（ミュウ）を発見した頃から、人為的に強いポケモンを生み出そうとする研究を行うようになり、彼の研究は異端扱いされたと言われている。また、この研究の末に作られたのがハナダの洞窟の奥底に潜んでいたミュウツーである。オーキド博士によればメガシンカについても研究していた模様。
ポケットモンスター 赤・緑ではフジ博士と同一人物であるかは不明だが、今作では同一人物であることが判明している。
ママ
声 - 雪野五月
レッドの母親。1話のみの登場。
ワタル
声 - 川島得愛
最後の四天王。ドラゴンタイプ使い。カイリューをレッドのラプラスに倒され敗北した。四天王の中で唯一声付きの台詞があるが、一言のみである。

#### ポケモン
カラカラ
ポケモンハウスに保護されているポケモン。元々シオンタウンの周辺に母ガラガラと住んでいたのだが、ロケット団員に高く売れると捕らわれそうになった所を母親に救われるも、母親は殺されてしまい心に深い傷を負い、その直後フジ老人に保護されポケモンハウスに住むようになる。当初助けてくれたフジ老人以外の人間には心を開こうとしなかったが、ポケモンタワーの騒動の際に幽霊となっていた母と再会し、騒動が終わった後は他の人間にも心を開くようになった。
ガラガラ
シオンタウンの周辺に住んでいたガラガラで、カラカラの母親。金目当ての目的でロケット団に襲撃された際に捕らわれそうになっていたカラカラを助けて逃がすも、逆上したロケット団員に殺害されてしまう。その後幽霊となってポケモンタワーに住み着いていた。その後、息子と再会し成仏して行った。なお、本編で幽霊になってはいるが人語を話している唯一のポケモンである。ゲームと違い、普通に戦っているが、攻撃が一切通用しない（ゲームではシルススコープ無しでは幽霊として登場し、さらにこちらのポケモンは怯えて戦えない）。
ミュウツー
学者時代のフジ老人に創りだされた人造ポケモン。ハナダの洞窟最深部に生息している。その強さはグリーンが「手に負えない」と評するほどでハナダの洞窟に向かおうとしたレッドを本気で制止しようとした。当初はレッドのポケモンを圧倒するが、メガリザードンXによって倒され捕獲された。「スピードスター」や「じこさいせい」と言った技を使用する。
ミュウ
南アメリカ・ギアナのジャングルの奥地に生息しているとされる新種のポケモン。学者時代のフジ老人に発見されミュウツーを生み出した。オーキドはミュウツー含む150体でポケモン図鑑が完成したと思っていたが、レッドがミュウを捕獲していないことに気づき、ミュウはそれを窓から伺っていた場面で物語は終わる。

#### その他の声の出演
- 小橋知子
- 村上裕哉
- 小林親弘
- 杉浦奈保子
- 浅利遼太
- 布施川一寛
- 皆瀬まりか
- 小堀幸
- 最上嗣生
- 鷄冠井美智子
- 佐々木義人
- 田久保修平
- 川﨑芽衣子
- 須嵜成幸
- 安済知佳
- 相川奈都姫
- 井川智美

## スタッフ
- 監督
  - 1話 - 川崎逸朗（Production I.G）
  - 2話 - 黒田幸生（XEBEC）
  - 3話 - 高橋秀弥（XEBEC）
  - 4話 - 冨安大貴（OLM）
- 原案 - 田尻智、増田順一
- スーパーバイザー - 石原恒和
- 企画 - 伊藤憲二郎
- プロデューサー - 宮原俊雄、野本岳志
- アシスタントプロデューサー - 川口類、佐藤新
- アソシエイトプロデューサー - 古市直彦
- 宣伝プロデューサー - 河本拓
- 宣伝 - 塙諒介
- 制作統括 - 神田修吉
- アニメーションプロデューサー - 加藤浩幸、黒木類、西沢正智
- キャラクター原案 - 杉森建、森本茂樹、藤原基史、にしだあつこ、北風友裕
- キャラクター設定 - 松島賢二、松宮稔展
- 設定協力 - 服部志保、芳賀由和
- キャラクターデザイン - 加藤初重（XEBEC）
- 動画チェック
  - 鈴木明日香（1話）
  - 高橋慶江（2話）
  - 李眞仙、清水卓磨、ユンプグン（3話）
  - 齋藤友希、室岡辰一、阿部由実、榎本冨士香（4話）
- 色彩設計 - 手嶋明美
- 色指定・検査
  - 茂木早誉（1話）
  - 後藤恵子（2話・3話）
- 検査 - 滝川ひかる、高橋友子、鈴木美代子、長谷川美枝、サイトウチヅエ、奥井恵美子、手嶋明美（4話）
- 美術設定 - 高橋武之
- 美術監督 - 守安靖尚
- 撮影監督
  - 松本幸子（1話）
  - 鎌田克明、青木孝司（2話・3話）
  - 柚木脇達己（4話）
- 編集
  - 濱宇津妙子（1話）
  - 松村正宏（2話・3話）
  - 辺見俊夫（4話）
- 編集助手
  - 丹彩子（2話・3話）
  - 野川仁（4話）
- 制作担当
  - 渡辺はるか（1話）
  - 会川慎悟（2話・3話）
- 制作デスク - 菊地勇（4話）
- 制作進行
  - 吉田洵樹（1話）
  - 川崎豊（2話・3話）、平松達也（2話）、中村達哉（3話）
  - 川越一生（4話）
- 制作協力 - スタジオイゼナ（2話・3話）
- CGI - OLM digital
- CGIプロデューサー - 近藤潤
- CGIディレクター - 佐藤浩一郎
- 音楽 - 景山将太、葉山拓亮
- 音楽プロデューサー - 都田和志
- 一部原曲・作曲 - 増田順一
- 音響監督 - 三間雅文
- 音響効果 - 倉橋静男 （サウンドボックス）
- アニメーション制作 - OLM、Production I.G、XEBEC
- 協力 - 任天堂、テレビ東京、ジェイアール東日本企画
- 製作 - The Pokémon Company

## 各話リスト
| 話数      | サブタイトル | 脚本     | 監督 絵コンテ | 総作画監督 | 作画監督                                               |
| --------- | ------------ | -------- | ------------- | ---------- | ------------------------------------------------------ |
| レポート1 | レッド       | 広田光毅 | 川崎逸朗      | -          | 片桐貴悠                                               |
| レポート2 | カラカラ     | 笠原邦暁 | 黒田幸生      | 加藤初重   | 飯飼一幸、岩田芳美 鈴木裕輔、能條理行 板倉健、福島豊明 |
| レポート3 | サカキ       | 広田光毅 | 高橋秀弥      | 加藤初重   | しんぼたくろう 谷口元浩                                |
| レポート4 | リザードン   | 笠原邦暁 | 冨安大貴      | -          | 田島瑞穂 中野悟史（アクション）                        |

## 放送局
| 放送地域       | 放送局             | 放送期間       | 放送日時           | 放送系列              | 備考             |
| -------------- | ------------------ | -------------- | ------------------ | --------------------- | ---------------- |
| 関東広域圏     | テレビ東京         | 2013年10月2日  | 水曜 19:00 - 20:49 | テレビ東京系列        | 協力             |
| 北海道         | テレビ北海道       | 2013年10月2日  | 水曜 19:00 - 20:49 | テレビ東京系列        |                  |
| 愛知県         | テレビ愛知         | 2013年10月2日  | 水曜 19:00 - 20:49 | テレビ東京系列        |                  |
| 大阪府         | テレビ大阪         | 2013年10月2日  | 水曜 19:00 - 20:49 | テレビ東京系列        |                  |
| 岡山県・香川県 | テレビせとうち     | 2013年10月2日  | 水曜 19:00 - 20:49 | テレビ東京系列        |                  |
| 福岡県         | TVQ九州放送        | 2013年10月2日  | 水曜 19:00 - 20:49 | テレビ東京系列        |                  |
| 日本全域       | BSジャパン         | 2013年10月4日  | 金曜 18:00 - 19:55 | テレビ東京系列 BS放送 |                  |
| 日本全域       | キッズステーション | 2013年10月12日 | 土曜 12:00 - 13:38 | CS放送                | リピート放送あり |
| 日本全域       | ニコニコ生放送     | 2013年10月13日 | 日曜 21:00 - 22:38 | ネット配信            |                  |
| 和歌山県       | テレビ和歌山       | 2014年1月3日   | 金曜 7:00 - 8:50   | 独立局                |                  |

- 上記の他、動画配信としてHuluでも配信中。

## 映像ソフト化
- DVD、BD共に2013年12月4日に発売された。